# 红胸姬鹟

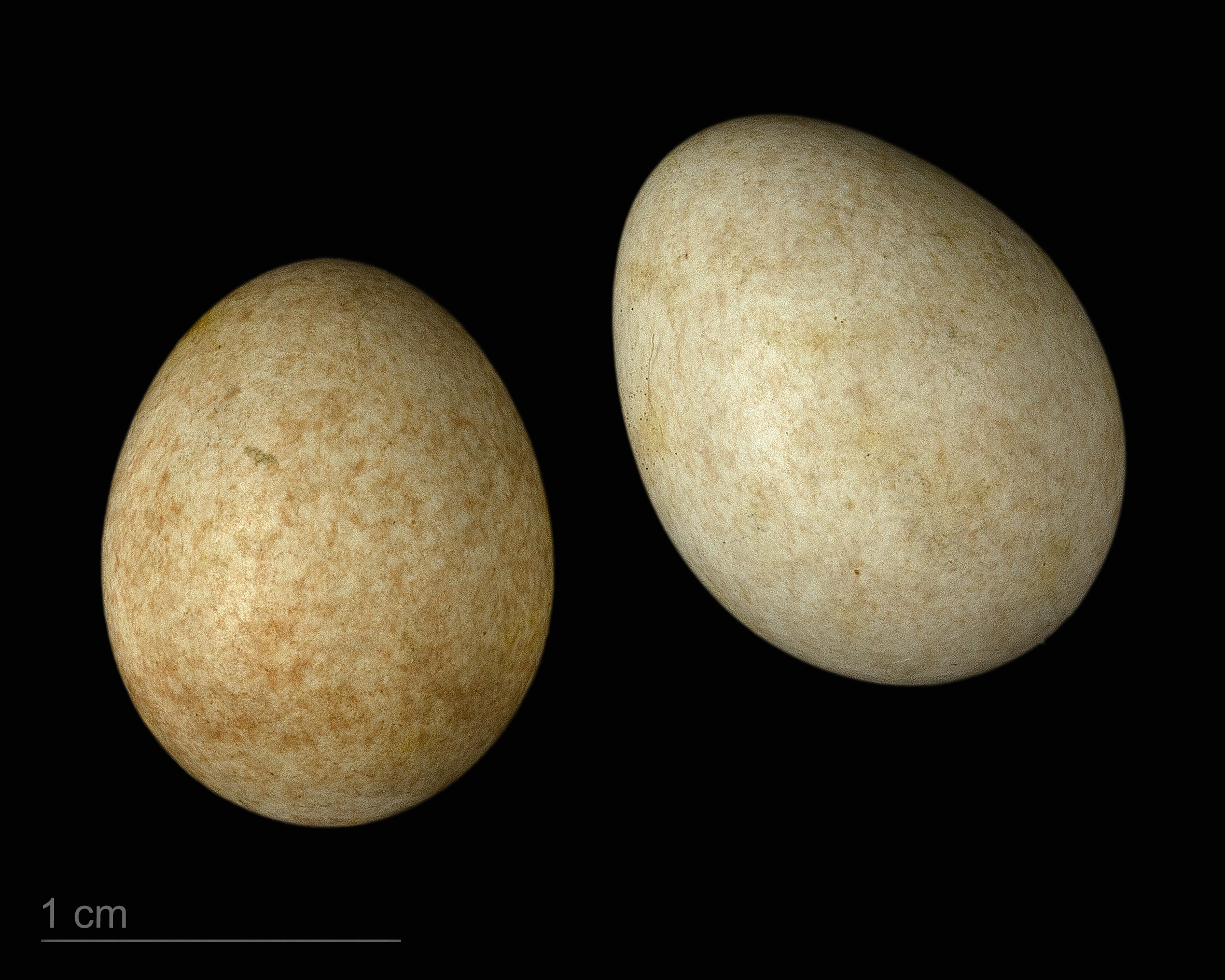
卵 Ficedula parva

红胸姬鹟（学名：Ficedula parva），又名红胸鹟，是雀形目鹟科的一种鸟类。

## 特征
红胸姬鹟体重约10.8克，翼长约67毫米，嘴峰长约12.8毫米，喙宽度约3.5毫米，喙厚度约2.9毫米，跗蹠长约15.4毫米，尾长约52.8毫米。红胸姬鹟是候鸟，其栖息在密集的中等高度的林地中，食性为肉食性，主要食物来源是陆生无脊椎动物。

## 分布
北欧至南乌拉尔、巴尔干和南里海；越冬至南亚。